# Mark (modèle)
 (juillet 2024).
 (mai 2013).
Pour les articles homonymes, voir mark et Mk.
Mark (parfois abrégé en Mk) est un système de notation de série utilisé en anglais. Le mot signifie « marque », « petit trait qui indique une mesure » (marque de taille par exemple). Le mot est utilisé pour indiquer les séries ou les numéros de modèles d'une ligne de production, d'où la désignation de certains modèles de produits par des expressions telles que Mark I, Mark II ou Mark III (exemples : la série Lincoln Continental Marks, divers ordinateurs de type Mark 1 ou Mark 2, la série Battlestar Galactica avec les Vipers Mk I, Mk II et MK VII), l'armure de Tony Stark dans Iron Man, déclinée en plusieurs versions améliorées au fil du temps (Mark III, Mark IV…) ou les différentes tailles de fuselages d'avions spatiaux (Mk1, Mk2, Mk3) dans Kerbal Space Program.
En français sont utilisés les mots série, abrégé S (par exemple le char Leclerc SXXI pour 21e série) ou version, abrégé v ou V. On parle aussi de phases pour plusieurs versions chronologiques d'un même modèle d'automobile (par exemple Peugeot 306 phase 2).

## Autres utilisations
La mention Mark est aussi utilisée dans l'univers de Doctor Who. En effet, le chien robotique appelé « K-9 » est décliné sous plusieurs versions (K-9 Mark I, K-9 Mark II, K-9 Mark III, etc.)[réf. nécessaire].